# Émile De Beukelaer
Pour les articles homonymes, voir Beukelaer.
Émile De Beukelaer, né le 27 mai 1867 et mort le 23 janvier 1922 à Anvers, est un ancien coureur cycliste belge des années 1880. Il fut par la suite l'un des fondateurs et le premier président de l'Union cycliste internationale de 1900 à 1922.

## Palmarès
- 1884
  - 2e du championnat de Belgique sur route amateurs
- 1885
  -  Champion de Belgique sur route amateurs
  - Spa-Casino-Marteau-Spa-Casino
- 1886
  -  Champion de Belgique sur route amateurs